# 田中睦夫
田中 睦夫（たなか むつお、1911年（明治44年）7月10日 - 1978年（昭和53年）7月22日）は、日本の英文学者。和洋女子大学教授。専門はイギリス小説で、日本におけるサマセット・モーム研究の第一人者だった。

## 経歴
鹿児島県谷山村（現・鹿児島市）上福元出身。1918年（大正7年）谷山男子尋常小学校入学。1924年（大正13年）鹿児島県立第二鹿児島中学校 (旧制)入学、1929年（昭和4年）卒業。1930年（昭和5年）青山学院英語師範科入学。同科卒業。1934年（昭和9年）私立福山中学校 (旧制)教諭、1939年（昭和14年）東京府立第七中学校 (旧制)教諭、1946年（昭和21年）東京都立第三中学校 (旧制)教諭。戦後の1951年（昭和26年）に、アメリカのノースウェスタン大学入学（大学院）。同大学で近代文学研究をおこなう。翌年修了。明治大学講師（兼任）、母校の青山学院大学講師（兼任）を経て、1961年（昭和36年）に開設された和洋女子大学英文学科の主任教授。死去まで同大学で教授を務める。
1960年、中野好夫や朱牟田夏雄らへ呼びかけて「日本モーム協会」を設立。幹事を務めた。随筆も書き、日本ペンクラブと日本翻訳家協会の会員だった。

## 訳著書
著書
- 『わがモーム』（垂水書房、1967年）
- 『モーム 人間像と文学』 (朝日現代叢書（朝日出版社、1970年）
- 『英文学への道 若き人々のために』（八潮出版社、1973年）
- 『一筋の道』（桐原書店、1976年）

訳書
- クラウス・W.ジョナス 編『モームの世界』（北星堂書店、1959年／改訂版：1963年）
- リチャード・コーデル『モーム評伝』（河出書房新社、1961年／改訂新版：文理書院, 1968年）
- ロビン・モーム『十一月の珊瑚礁』新潮社, 1964 
  - その他、河出書房新社の文芸誌『文藝』にサマセット・モームの回想を翻訳連載